# Acné excoriée
 Mise en garde médicale
L'acné excoriée, ou dermatillomanie, est un trouble anxieux qui fait partie des CRCC (Comportement Répétitif Centré sur le Corps). Ce trouble psychologique peu connu est caractérisé par la vérification, le triturage et/ou le grattage répété, compulsif et obsessionnel de la peau (corps et/ou visage) et de ses imperfections (boutons, croutes, callosités, etc.).
Ce trouble est également lié à la dysmorphophobie, l'obsession du défaut physique, qu’il soit réel (boutons, cicatrices…) ou non. La personne affectée est généralement atteinte d'une acné légère, mais à cause de ses tendances anxieuses, elle la considère comme plus grave qu'elle ne l'est réellement. Cette affection paraît toucher principalement les jeunes filles et les femmes.
Par ce comportement, la personne soulage des tensions internes (grâce à la satisfaction éprouvée durant les crises, suivie de culpabilité).
C'est un trouble très difficile à vivre pour les personnes atteintes (des milliers de personnes en France et dans le monde), autant d'un point de vue physique (lésions provoquées de gravité variable) que psychologique.
Pour ne citer qu'un exemple du point de vue traditionnel sur la question, le Grand Dictionnaire terminologique de l'Office québécois de la langue française présente le terme acne urticata comme l'équivalent d'« acné excoriée des jeunes filles », qui paraît en fait beaucoup plus restrictif.
En 2013, l'acné excoriée apparait dans le DSM-5 sous sa propre catégorie "Excoriation (Skin-Picking) Disorder", cette catégorie est classée sous "Obsessive Compulsive and Related Disorders".
En 2013, le DSM-5 indique que l'équivalence CIM-10 de ce trouble est L98.1 "Dermite factice" avec comme terminologie Excoriation névrotique, faisant partie de la section "Autres affections de la peau et du tissu cellulaire sous-cutané, non classées ailleurs"; et non plus comme "troubles des habitudes et des impulsions" (CIM-10: F63).

## Lexicologie
- Autres langues : en espagnol, on dit acné excoriado.
La terminologie française paraît avoir été assez influente sur les autres langues. En anglais et en allemand[3] on dit « acne excoriée » et « acne excoriée des jeunes filles », mais sans accent à « acné ».
- Hyperonyme : grattage compulsif.
- Synonymes :
  - En latin : Acne urticata (terme scientifique)
  - Excoriation névrotique
  - Skin-picking (anglicisme parfois employé au Québec)
  - Dermatillomanie

- Hyponyme : acné excoriée des jeunes filles

## Aspect clinique
Classiquement, l'affection se voit chez les adolescents, surtout les jeunes filles, excessivement préoccupés par leur apparence physique et très perfectionnistes. Elle se manifeste sur un mode solitaire, notamment chez les personnes craintives, hypersensibles, renfermées et facilement culpabilisées.
Dès l'apparition d'une discrète modification cutanée (début d'acné, réel ou imaginaire), le sujet manipule, gratte ou érode la peau suspecte. Ce qui laisse des érosions et des croûtes dues au grattage, avec des cicatrices persistant sous forme de macules pigmentées.

### Les effets psychologiques
Les causes générales de l’acné excoriée sont encore inconnues à ce jour, cependant les psychologues ont plusieurs hypothèses notamment en ce qui a trait à certains déclencheurs. Les comportements de triturage de peau seraient auto-apaisants, car de nombreux sujets entrent dans un état de semi-conscience ou dans un état dit « hypnotique ». Le dermatillomane reste devant le miroir ou se gratte simplement la peau pendant plusieurs minutes à la recherche d’imperfections tout en sachant que cela est mauvais pour lui. Toutefois, il est soumis au caractère impulsif du trouble, il n’a pas réellement conscience de ses émotions.
Avant la crise, le sujet ressent une tension psychique croissante qui provient généralement d’un malaise affectif et d’estime de soi qui peut être accentué par l’anxiété, la solitude, la déprime ou l’ennui. Selon la psychologue Alexandra Rivière-Lecart, cette manie permet de soulager la tension éprouvée par l’individu et de mettre son corps dans un état « endormi » afin de gérer les sentiments qui lui semblent insurmontables. Au moment de l’impulsion, les sujets sont accompagnés d’un sentiment de plaisir et de soulagement. Les comportements de l’acné excoriée sont majoritairement exercés en soirée, afin d’évacuer les tensions internes accumulées durant la journée.
Après la crise, l’individu entre dans un état de culpabilité et de honte qui peut devenir nuisible dans sa vie personnelle et professionnelle. Les personnes affectées d’une acné excoriée sévère peuvent rencontrer une difficulté à poursuivre leurs activités sociales en raison de la honte éprouvée par l’état de leur peau.
Les facteurs aggravants de ce trouble anxieux sont multiples : stress, anxiété, contrariété, émotions négatives, colère refoulée, ennui, culpabilité, honte de soi, sensation de vide, tabous, non-dits, déception de soi, manque d’affirmation.

## Traitement
Alors que la thérapie comportementale peut proposer le renversement des habitudes, une thérapie cognitivo-comportementale, une thérapie comportementale d'acceptation améliorée (« acceptance-enhanced behavior therapy », AEBT) ou une thérapie d'acceptation et d'engagement, plusieurs études ont montré que la formation à l'inversion des habitudes associée à une formation de sensibilisation réduit le comportement d'excoriation chez les sujets en souffrant, hors d'autre affection psychique,,.
La formation à l'inversion des habitudes peut inclure l'amélioration de la sensibilisation et l'entraînement à la réponse alternative : par exemple, dans une étude de la formation aux réponses alternatives, les participants devaient garder le poing fermé pendant une minute au lieu de manipuler leur peau ou en réponse à une affection qui provoquait habituellement un comportement d'excoriation.

## Troubles apparentés
- Morsure des joues
- Onychophagie
- Trichotillomanie
- Trouble des habitudes et des impulsions